# Cantó de Leitora
Leitora (nom occità) (en francès Lectoure) és un cantó del departament del Gers amb les següents comunes:
- Berrac
- Lo Casterar Leitorés
- Lagarda
- La Ròca Engalin
- Leitora
- Marsolan
- Lo Mas
- Lo Perganh e Talhac
- Poi e Ròcalaura
- Sent Avit e Frandat
- Sent Martin de Güeina
- Sent Mesard
- Terrauba

## Història
| Data d'elecció                           | Identitat          | Partit | Qualitat |
| ---------------------------------------- | ------------------ | ------ | -------- |
| 1976-1992                                | Jean-Claude Joseph | PS     |          |
| 1992-2001                                | Robert Castaing    | PS     |          |
| 2001-                                    | Georges Courtès    | PS     |          |
| les dades anteriors no són pas conegudes |                    |        |          |
|                                          |                    |        |          |

## Demografia
| 1962  | 1968  | 1975  | 1982  | 1990  | 1999  | 2006  |
| ----- | ----- | ----- | ----- | ----- | ----- | ----- |
| 6.611 | 6.994 | 6.419 | 6.339 | 6.484 | 6.269 | 6.199 |